# Stodółka
Stodółka (ukr. Стоділка) – wieś na Ukrainie, w obwodzie lwowskim, w rejonie samborskim (do 2020 roku w rejonie turczańskim) nad Stryjem. Miejscowość liczy około 358 mieszkańców. 